# 12128 Palermiti
12128 Palermiti este un asteroid din centura principală de asteroizi.

## Descriere
12128 Palermiti este un asteroid din centura principală de asteroizi. A fost descoperit pe 13 septembrie 1999 la Fountain Hills (Arizona) de Charles W. Juels. Asteroidul prezintă o orbită caracterizată de o semiaxă mare de 3,02 ua, o excentricitate de 0,10 și o înclinație de 10,4° în raport cu ecliptica.